# Los elefantes
«Los elefantes» es una canción compuesta por el músico argentino Luis Alberto Spinetta e interpretada por Almendra en el álbum doble Almendra II de 1970, segundo y último de la banda. El álbum fue calificado por la revista Rolling Stone y la cadena MTV como #40 entre los cien mejores discos de la historia del rock nacional argentino.
Almendra estuvo integrada por Luis Alberto Spinetta (primera voz y guitarra), Edelmiro Molinari (voz, primera guitarra y órgano), Emilio del Guercio (voz, bajo, órgano y piano) y Rodolfo García (voz y batería). En el tema la primera voz es Spinetta.

## Contexto
En 1970 el mundo sufría la Guerra Fría. Argentina vivía bajo una dictadura que había disuelto todos los partidos políticos y que buscaba garantizar la alineación de la Argentina con los Estados Unidos en aquella confrontación global. Tres años antes el Che Guevara había sido asesinado mientras organizaba un movimiento guerrillero en Bolivia. En Argentina desde el año anterior habían comenzado a producirse levantamientos populares insurreccionales como el Rosariazo y el Cordobazo, con participación masiva de la juventud, que se había convertido en esos años en un sujeto histórico novedoso. Ese año aparecerían las dos grandes organizaciones guerrilleras que actuaron en el país, Montoneros -de tendencia peronista- y el Ejército Revolucionario del Pueblo (ERP) -de tendencia marxista-.  
Almendra, banda liderada por Luis Alberto Spinetta, apareció en 1969, renovando radicalmente la música popular argentina y latinoamericana, especialmente el rock cantado en español. Junto a Los Gatos -banda precursora- y Manal, Almendra es considerada parte del trío fundador del "rock nacional", como se conoció en Argentina ese movimiento musical, generacional y cultural.
Al finalizar 1969 Almendra publicó un álbum revolucionario sin título, con un dibujo caricaturizado de un extraño hombre en la tapa, conocido luego como Almendra I, que alcanzó un éxito histórico. Prácticamente todos los temas de ese álbum se volvieron clásicos del rock nacional ("Plegaria para un niño dormido", "Ana no duerme", "Fermín", "A estos hombres tristes", "Color humano", "Figuración") y por sobre todos ellos "Muchacha (ojos de papel)", que se convirtió en un hit histórico, mantenido a través de las décadas.
Convertidos en estrellas de rock, Almendra encaró 1970 con el proyecto de preparar una ópera rock. Sin embargo, las presiones de la fama y las diferencias entre los proyectos musicales de sus integrantes, produjeron una crisis interna del grupo que llevó a la sorpresiva separación de la banda en septiembre de 1970.
Ya separados, a fines del año 1970, con material grabado entre julio y octubre, lanzaron Almendra II, un álbum doble completamente diferente de Almendra I, mucho más roquero y psicodélico, influido por el consumo de LSD, que muestra los diferentes enfoques de los miembros de la banda y la necesidad de experimentación que sentían.

## El tema
El tema es el 19º tema, noveno del Disco 2 (quinto del Lado B) del álbum doble Almendra II. Se trata de un tema inclasificable de estilo spinetteano, que anuncia los nuevos caminos que comenzaba a transitar Spinetta como compositor en 1970. 
La letra habla de los elefantes, de su modo de ser, su modo de andar, su manera calma de andar, sin apuro, su serenidad, su modo de enfrentar la muerte:

Los elefantes saben descansar
van a morir de paz.
Un elefante sabe como aquél
el creador de la Tierra y el Sol
y si es que ves como se extienden
si ves como se resignan
a olvidar su inexplicable soledad
serás como ellos,
te podrán contar los cuentos más extraños
pero no te apurarás.
"Los elefantes" (fragmento)

El tema fue inspirado por la repulsa que le produjo la crueldad contra los animales en la película Mondo Cane (1962). Spinetta ha explicado que relacionaba los elefantes con una manera zen de enfrentar la vida y el mundo, que él denominaba "alma-paquidermo".

- ¿De qué habla "Los elefantes?
- Quizá de la noción de que ellos van a morir en donde están los huesos de sus ancestros. Los elefantes mueren de paz, no de enfermedad. Siempre se los ve como dioses taciturnos sobre cuyas espaldas bien podría girar la humanidad. Yo siento que son poseedores de la energía y sabiduría del Creador. (Si estuviéramos en el mundo de las plantas, el tema les correspondería a los ombúes, o en el de los frutos, a las sandías). Los elefantes tienen una estructura enorme parecida a la de Dios, en el sentido de que podrían contenerlo todo, si lo vemos con un ojo poético. En cuanto al tema también propone la idea de que nosotros al lado de ellos no somos nada, lo cual me suena acertado. Si tuviéramos la misma chispa pero con la serenidad de un elefante, andaríamos mucho mejor por la vida.
Además, la canción incluye la idea de un mundo sin alegría ni dolor. Un mundo zen, en el que el ser y su alma se tranquilizan y no trastabillan ante las tribulaciones de la existencia. Nuestra alma no acepta y se realiza como la hace un elefante. No creo que los seres humanos aceptemos la vida como lo hacen ellos. La canción intenta hablar del alma-paquidermo.
Luis Alberto Spinetta

Spinetta solía recurrir a los animales en sus canciones, desde los inicios. Él mismo explica en Martropía, que recurría a los animales para realizar la "famosa idea de la transposición indirecta", donde les hacemos hacer y decir a los animales "como si pensaran como nosotros". "Los elefantes" y "Hermano perro" estuvieron entre las primeras canciones de animales de Spinetta. Luego vendrán otras como "Serpiente de gas", "La pelícana y el androide", "Tengo un mono", "Dos murciélagos", "La verdad de las grullas", "Cisne", "Abrázame inocentemente (del lémur a la boa)". En su álbum Mondo di cromo, Spinetta volvió a recurrir a la figura del elefante para componer la canción "Paquidermo de luxe".